# Gentianella pygmaea
Gentianella pygmaea là một loài thực vật có hoa trong họ Long đởm. Loài này được (Regel & Schmalh.) Harry Sm. ex S.Nilsson mô tả khoa học đầu tiên năm 1967.